# Jack Gleeson
Jack Gleeson (* 20. května 1992, Cork, Irsko) je irský herec, svou kariéru přerušil v roce 2014 po angažmá v televizním seriálu Hra o trůny, kde ztvárnil Joffreyho Baratheona – touto rolí se i nejvíce proslavil.

## Životopis
Narodil se v městě Cork v Irsku. S herectvím začal v sedmi letech na Independent Theatre Workshop. Jeho první role přišly ve snímcích Batman začíná (2005), Houbičky (2007) a Záře duhy (2009). V roce 2010 se objevil v hlavní roli filmu Alicie Duffy, All Good Children.
Hrál roli Joffreyho Baratheona v seriálu Hra o trůny. Jeho obsazení do role bylo oznámeno dne 19. července 2009. Byl součástí původního obsazení a jako člen hlavního obsazení zůstal i po druhou a třetí sérii. Jako vliv na své ztvárnění Joffreyho uvádí Joaquina Phoenixe v roli Commoda ve filmu Gladiátor. Gleeson je studentem na Trinity College v Dublinu a je členem DU Players. V roce 2012 mu na téže škole bylo uděleno stipendium. Gleeson oznámil pokračovat ve svém studiu radši než v herecké kariéře poté, co se dotočí Hra o trůny. Je také zakladatelem a uměleckým ředitelem divadelní společnosti Collapsing Horse Theatre Company, která vznikla v Dublinu. V letech 2004 až 2010 navštěvoval soukromou školu Gonzaga College.

## Filmografie
| Rok       | Název             | Role              | Poznámky             |
| --------- | ----------------- | ----------------- | -------------------- |
| 2002      | Království ohně   |                   | neuveden v titulcích |
| 2005      | Batman začíná     | malý chlapec      |                      |
| 2007      | Houbičky          | osamělé dvojče    |                      |
| 2009      | Záře duhy         | Seamus            |                      |
| 2010      | All Good Children | Dara              |                      |
| 2011—2014 | Hra o trůny       | Joffrey Baratheon |                      |
| 2012      | Chat              | Adam              | krátký film          |